# Chelodina pritchardi
Chelodina pritchardi е вид костенурка от семейство Змиеврати костенурки (Chelidae). Видът е застрашен от изчезване.

## Разпространение
Разпространен е в Папуа Нова Гвинея.